# Vicenç Soler Reus
Vicenç Soler Reus (Sa Pobla, 14 de març de 1951) és un arquitecte i polític mallorquí.
Estudià arquitectura a la Universitat Politècnica de Barcelona i es llicencià en 1974.
Com arquitecte ha realitzat molts edificis com:
- Observatori Astronòmic de Costitx (Mallorca) [cal citació]
- Hotel Monnaber (Campanet)
- Ampliació del cementeri de Sa Pobla.

Està associat a l'Obra Cultural Balear. Està casat i es pare de tres fills.
S'afilià a Convergència Poblera i fou regidor de Sa Pobla durant els anys 1983 i 1986, substituint en aquesta darrera data al seu antecessor que havia mort en el càrrec. L'any 1987 encapçalà la llista electoral del seu partit i fou batle fins al 1991, si bé fou suspès en el càrrec durant vuit mesos per condemna judicial, al llarg de 1990, durant els quals fou substituït per un batle accidental.
Actualment té un estudi d'arquitectura i urbanisme a Sa Pobla.